# 冯珖教堂

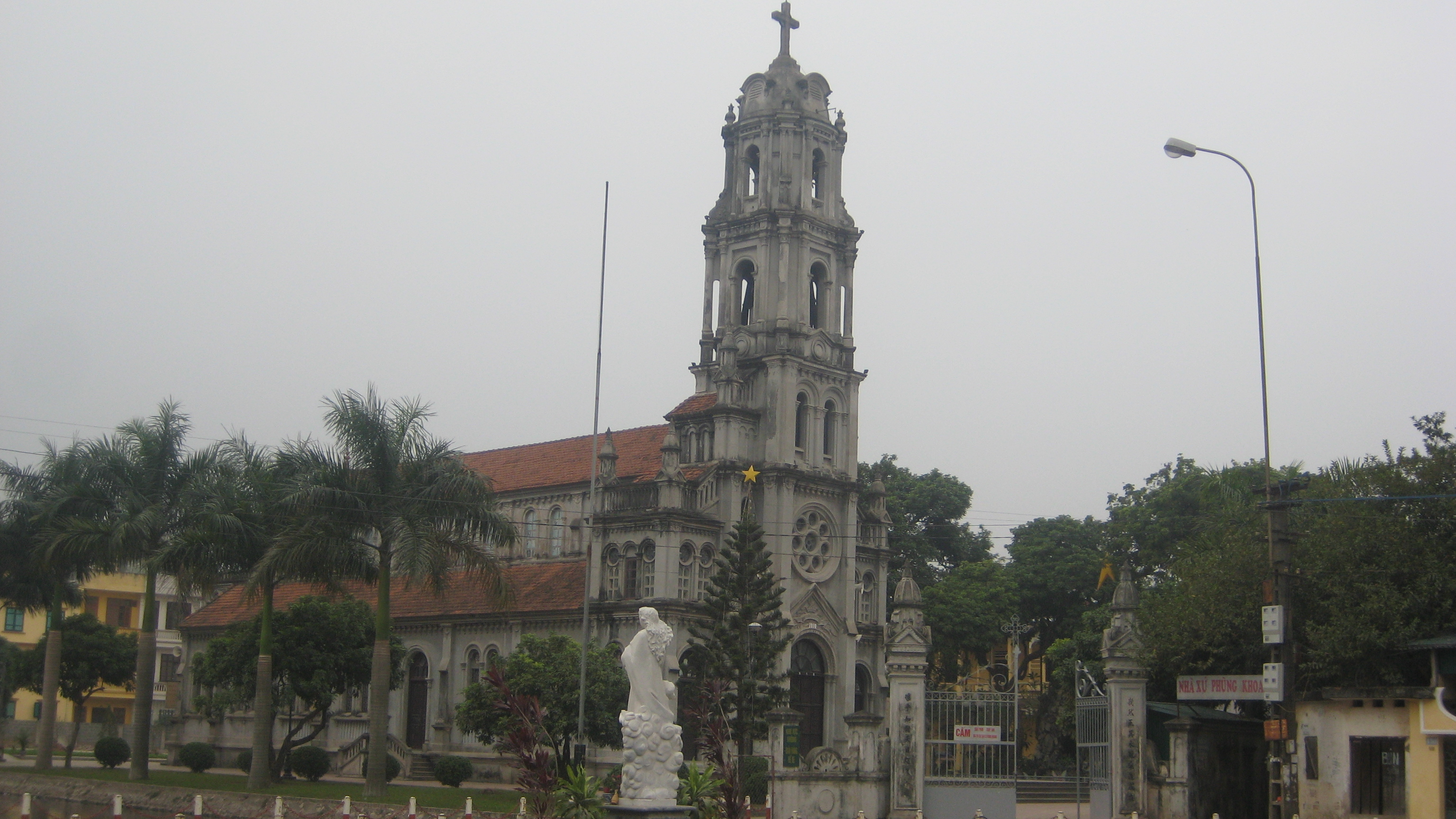
冯珖教堂

冯珖教堂 , 正式名称为玫瑰圣母堂 是一座罗马天主教教堂，位于越南河内市南慈廉郡忠文坊（Phường Trung Văn）冯珖街161号。距还剑湖约10公里。该堂属于天主教河内总教区。距主教府约15公里。该堂建于1910年，为法国新古典主义风格。